# Arcidiecéze Mobile
Arcidiecéze Mobile (latinsky Archidioecesis Mobiliensis) je římskokatolická arcidiecéze na části území severoamerického státu Alabama se sídlem ve městě Mobile a s katedrálou Neposkvrněného Početí v Mobile. Jejím současným arcibiskupem je Thomas John Rodi.

## Stručná historie
V roce 1825 byl z Diecéze Louisiany a obou Florid vyčleněn Apoštolský vikariát Alabama a Florida, a již v roce 1829 z něj vznikla Diecéze Mobile , která byla roku 1980 povýšena na metropolitní arcidiecézi.

## Církevní provincie

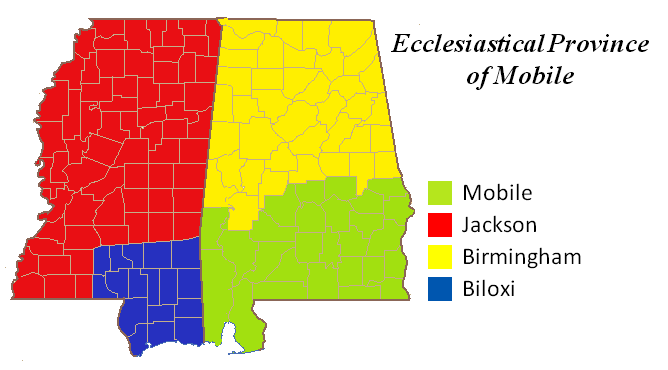
Mapa církevní provincie Mobile

Jde o metropolitní arcidiecézi, která zahrnuje území států Alabama a Mississippi a jíž jsou podřízena tato sufragánní biskupství:
- diecéze Biloxi
- diecéze birminghamská v Alabamě
- diecéze jacksonská.